# Sparasion atomus
Sparasion atomus är en stekelart som beskrevs av Kononova och Pyotr N.Petrov 2001. Sparasion atomus ingår i släktet Sparasion och familjen Scelionidae. Inga underarter finns listade i Catalogue of Life.